# Hercynská pohoří
Hercynská pohoří (též Hercynský les, Hercynia silva) jsou geomorfologickým subsystémem Hercynského systému pohoří a nížin, vymodelovaných hercynským (variským) vrásněním. Název dostala podle dnešního německého pohoří Harz.
K hercynskému vrásnění došlo velmi dávno, zhruba před 350 až 250 miliony let, v období prvohor a druhohor, při srážce tehdejších kontinentů Eurameriky a Gondwany. Vznikl rozsáhlý řetězec hor, který si výškou nezadal s dnešními horami Alpsko-himálajského systému. Vedle Hercynských pohoří k němu patřily i Apalačské hory v dnešní Severní Americe (jejich severní část je ale staršího data, vznikla už při kaledonském vrásnění). O něco mladší jsou pohoří Ťan-šan a Altaj, která vznikla při srážce Kazachstánie se Sibiří před 300 miliony let v karbonu, a Ural, který vznikl při srážce Sibiře s Pangeou před 280 miliony let v permu. Většina těchto pohoří byla posléze ohlazena či úplně srovnána erozí, na mnoha místech však byla kernými výzdvihy znovu vyzvednuta nad okolní terén při alpinském vrásnění (které na jih od Hercynských pohoří vyvrásnilo i zcela nová a mnohem vyšší horstva).

## Hercynské vrásnění vEvropě
- Iberský masiv
  - Kastilské pohoří
  - Serra da Estrela
  - Sierra Morena
- Tyrhénský masiv
  - Sardinie
  - Korsika
- Armorický masiv (Bretaňský)
- Irsko a Velká Británie
  - Macgillycuddy’s Reeks
  - Cornwall
  - Penniny
- Francouzské středohoří
  - Dore
  - Cantal
  - Cevenny
  - Velké vápencové plošiny (Les Grands Causses)
- Středoněmecká vysočina
  - Porýnská břidličná vrchovina
  - Schwarzwald
  - Vogézy
  - Švábská Alba
  - Franská Alba
  - Harz
- Česká vysočina
  - Šumavská subprovincie
  - Česko-moravská subprovincie
  - Krušnohorská subprovincie
  - Krkonošsko-jesenická subprovincie (Sudety)
  - Česká tabule
  - Poberounská subprovincie
- Polské vysočiny (Wyżyny Polskie)
  - Slezsko-krakovská vysočina (Wyżyna Śląsko-Krakowska)
  - Malopolská vysočina (Wyżyna Małopolska)
  - Lubelsko-lvovská vysočina (Wyżyna Lubelsko-Lwowska)

Ne všechny hercynské provincie na sebe bezprostředně navazují. Např. Polské vysočiny jsou od České vysočiny oddělené výběžkem Středoevropské nížiny.